# Vánoční povstání 1918
Vánoční povstání nebo také Vánoční boje (německy: Weihnachtsaufstand či Weihnachtskämpfe) bylo malé ozbrojené střetnutí mezi Lidovou námořní divizí a regulérní německou armádou u Městského zámku v Berlíně na Vánoce 1918. Jednalo se o první ozbrojený střet do té doby poklidné Listopadové revoluce. Pokus o jeho násilné potlačení zapříčinil odchod zástupců Nezávislé sociální demokracie (USPD) z Rady lidových představitelů. Tu doplnili další umírnění sociální demokraté (SPD), zatímco radikálové založili Komunistickou stranu (KPD). Politická krize vyústila v krvavé povstání spartakovců v lednu 1919.

## Předcházející události
Na podzim 1918 se pod tíhou porážky v první světové válce zhroutilo Německé císařství. Vlády v Německu se díky Listopadové revoluci ujala Rada lidových představitelů, kterou tvořili tři zástupci umírněných sociálních demokratů (Friedrich Ebert, Philipp Scheidemann a Otto Landsberg) a tři členové radikální Nezávislé sociální demokracie (Hugo Haase, Wilhelm Dittmann a Emil Barth). Rada podepsala příměřím z Compiègne, vyhlásila základní demokratické svobody a slíbila sociální reformy. Demokratické volby byly plánovány na únor 1919.
Lidová námořní divize vznikla v listopadu 1918 jako podpora revolučního boje proti chřadnoucí monarchii. Z počátku ji tvořilo několik stovek námořníků z Kielu, ke kterým se později přidali další stovky námořníků z Berlína. Po vyplenění městské rezidence Hohenzollernů tzv. Městského zámku (německy: Berliner Stadtschloss) se sem divize přesunula a většina námořníků se ubytovala v protější budově Konírny (německy: Neuer Marstall). Úkolem námořníků bylo dohlížet na klid a pořádek ve vládní čtvrti.
Dne 6. prosince 1918 došlo k neúspěšnému pokusu o puč, při kterém sehrál roli i velitel námořníků. Byl sice odvolán, ale Otto Wels, vojenský velitel Berlína, již námořníkům nevěřil a snažil se divizi rozpustit. Po nahlášení krádeží uměleckých cenností ze zámku nařídila Rada lidových představitelů námořníkům do 16. prosince opustit Městský zámek s Konírnou a přesunout se na okraj města. Jejich početní stav měl být snížen z 1 000 na 600 mužů. Námořníci ale palác neopustili a naopak instalovali v zámku kulomety. Wels na oplátku odmítl námořníkům dát výplatu. Týden před Vánocemi proběhla jednání ve vojenském velitelství (německy: Kommandantur) mezi námořníky a Welsem, která ale nikam nevedla.

## Průběh střetnutí

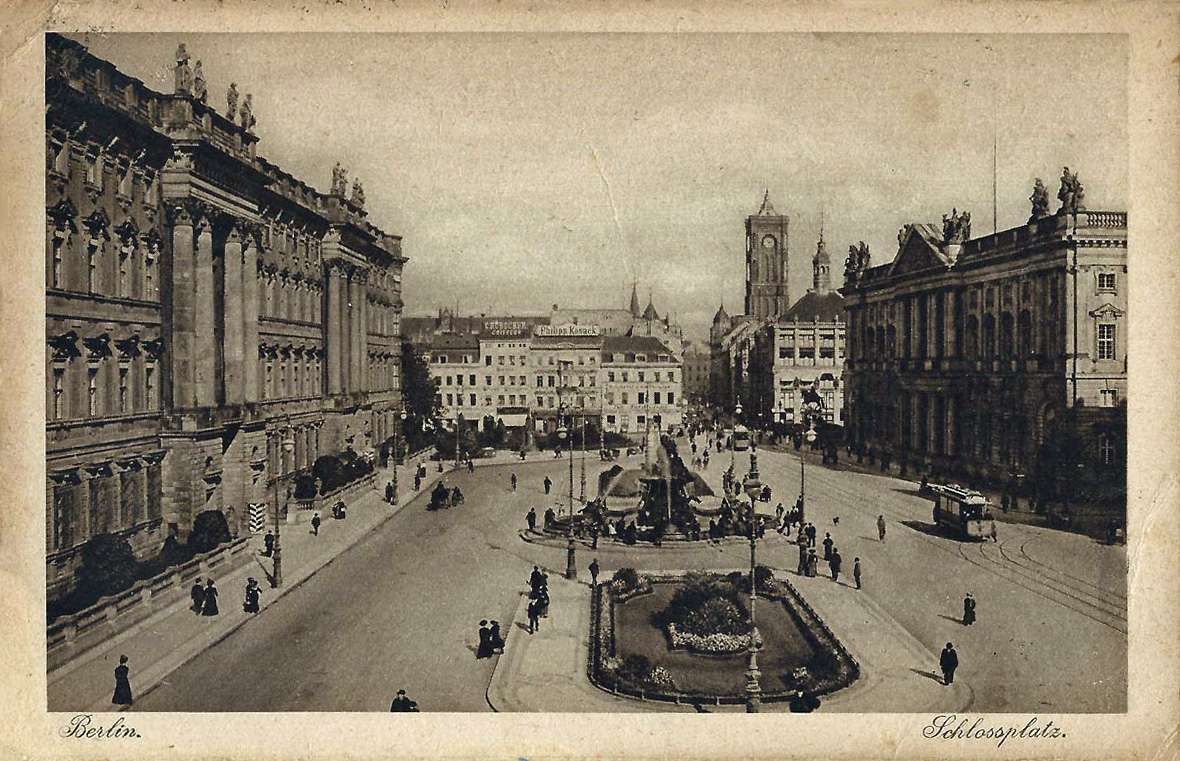
Schlossplazt - místo bojů, vlevo Městský zámek, vpravo budova Konírny, uprostřed Neptunova fontána

### 23. prosinec
Den před Vánocemi došla námořníkům trpělivost a vůdci divize došli osobně do kancléřství, kde zasedala Rada. Členové rady nařídili námořníkům vrátit klíče od paláce a odejít. Zástupci námořníků skutečně odešli, aby se následně vrátili nejen s klíči, ale i ozbrojenými jednotkami, které zaujaly pozice před budovou. Klíče byly předány členu rady za USPD Emilu Barthovi, který následně zavolal Welsovi, spravil ho o vrácení klíčů a požádal ho o vyplacení zadržovaných mezd. Wels požadavek odmítl s tím, že přijímá rozkazy pouze od Friedricha Eberta z SPD. Barth poslal námořníky za Ebertem, který je ale odmítl přijmout. Námořníci následně obsadili všechny přístupové cesty do budovy a přestříhali telefonní dráty. Členové Rady z SPD byly vsazeni do domácího vězení. Další námořníci napochodovali do vojenského velitelství, kde se střetli s místní ostrahou. Výsledkem byli tři mrtví námořníci a obsazení velitelství. Wels a jeho dva důstojníci byli násilně odvedeni do Konírny, kde je námořníci zmlátili. Spolu s Welsem si námořníci z velitelství odnesli i svou zadržovanou výplatu.
Mezitím se podařilo Ebertovi spojit pomocí tajného telefonu s majorem Schleicher. Ebert měl s vysokými armádními činiteli, jmenovitě s generálem Groenerem, tajnou úmluvu, ve které se armáda zavázala podporovat vládu sociálních demokratů a potlačovat veškerá levicová postání výměnou za výraznou autonomii armády na civilní vládě. Schleicher nechal okamžitě mobilizovat jednotky v Postupimi and Babelsbergu a vojsko o síle 800 mužů s dělostřelectvem poslal do centra Berlína. Ebert neinformovat o blížícím se vojsku členy Rady z USPD a ti nic netušíš odešli z kancléřství domů. Námořníci se nakonec dozvěděli o postupujících jednotkách a požadovali jejich okamžité stažení. Během jednání mezi námořníky a Ebertem se v kancléřství objevili i vojáci z blížících se jednotek s žádostí o povolení palby. Ebert uklidnil obě strany a slíbil pokračování jednání následujícího dne. Obě strany stáhly. Námořníci odešli do Konírny a vojáci se stáhli do čtvrti Tiergarten.

### 24. prosince

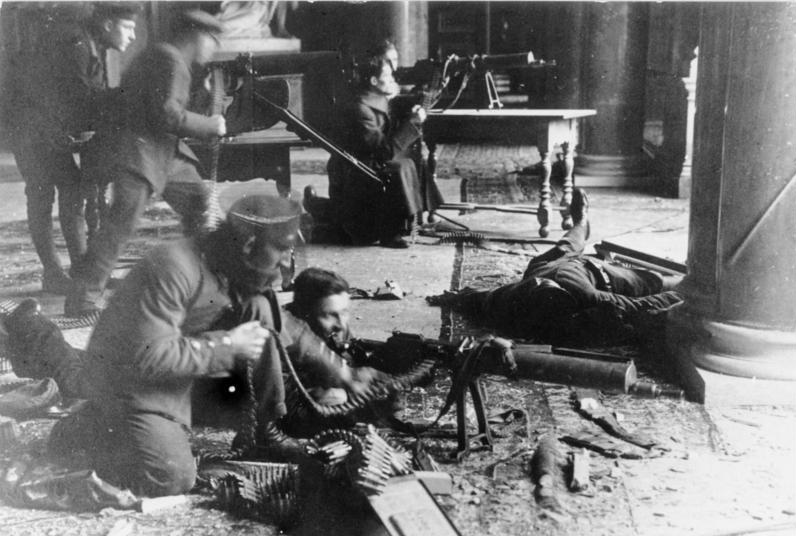
Námořníci v sále Městského zámku

Ve dvě hodiny ráno dal Ebert rozkaz k rannímu útoku na Konírny, jelikož Wels byl stále v zajetí námořníků. Krátce před osmou ranní začalo dělostřelectvo s bombardováním pozic námořníků na Schloßplatzu, ale kromě poničení Městského zámku a budovy Konírny ničeho nedosáhlo. Mezi devátou a desátou hodinou zaplnili náměstí neozbrojení civilisté včetně žen a dětí, kteří vyzývali obě strany ke složení zbraní. Střetnutí se obnovilo kolem půl jedenácté. Námořníci převzali iniciativu, do jejich řad se přidali místní policisté a někteří civilisté a demobilizovaní vojáci. Střelba ustala kolem poledne. Vojenské jednotky se stáhly a námořníci se vrátili do Konírny. Celkové ztráty byl silně v neprospěch regulérní armády. Vojáci ztratili 23 mužů a dalších 35 bylo zraněno, zatímco námořníci měli 11 mrtvých a 23 zraněných včetně civilistů.

## Následující události
Vánoční povstání bylo politickou porážkou pro Eberta, který musel nechat odvolat z berlínského vojenského velitelství Ottu Welse. Lidová námořní divize musela propustit Welse a opustit Městský zámek, ale jejímu zrušení či snižování stavů mužstva bylo zabráněno. Divize měla být v budoucnu včleněna do regulérní armády. Pohřeb padlých námořníků se stal masovou demonstrací proti vládě. Na protest proti Ebertově postupu opustili členové USPD Radu lidových představitelů, a to 29. prosince 1919. Den na to doplnili Radu umírnění sociální demokraté Gustav Noske a Rudolf Wissell. Ve stejný den (tj. 30. prosince) opustili spartakovci řady Nezávislé sociálně demokratické strany a založili Komunistickou stranu Německa (KPD). Politické napětí mezi spartakovci a USPD na jedné straně a Radou složenou pouze ze členů SPD na straně druhé se dále stupňovalo. Rozbuškou dalšího povstání bylo 4. ledna 1919 odvolání policejního prezidenta Emila Eichhorna z USPD, který nechal policisty podpořit námořníky v boji s armádou. Následující den zaplavili Berlín davy a komunisté s radikály z USPD se neúspěšně pokusili o převrat (více: povstání Spartakovců).
Dalším důsledkem povstáním byla názorná ukázka selhání regulérní armády. Rada se přiklonila k návrhu Gustava Noskeho o vytvoření spolehlivých polovojenský sborů tzv. Freikorps, které se orientovali nacionalisticky, monarchisticky a velmi antisocialisticky. Jejich členy byli dobrovolníci ve většině veteráni z války. Následně byly jednotky velmi účinně použity při potlačování zmíněného povstání spartakovců v lednu 1919 či při rozvrácení Bavorské republiky rad v dubnu 1919.
Z mezinárodního hlediska vánoční povstání oddálilo začátek Pařížské mírové konference. Dohodové státy kvůli chaotickému dění v Německu čekali až si německá vláda vytvoří potřebnou autoritu u lidu, aby mohla jednat o mírových podmínkách.